# ماتیو فان در پول
ماتیو فان در پول (هلندی: Mathieu van der Poel؛ زادهٔ ۱۹ ژانویهٔ ۱۹۹۵) دوچرخه‌سوار اهل هلند است.
وی در مسابقات کشوری و بین‌المللی در مجموع برندهٔ ۷ مدال طلا، ۳ مدال نقره، ۲ مدال برنز شده‌است.